# Oberndorf in Tirol
Oberndorf in Tirol je obec v Rakousku ve spolkové zemi Tyrolsko v okrese Kitzbühel. Žije zde přibližně 2 400 obyvatel.

## Historie
První písemná zmínka o obci je uvedena v záznamech knížecího probošta z Berchtesgadenu z let 1125–1136.
V roce 1422 byl poprvé zmíněn farní kostel zasvěcený apoštolům Filipovi a Jakubovi. V 16. století byl Oberndorf střediskem těžby. Nejhlubší šachta na světě, Heilig-Geist-Schacht am Rerobichl, byla svou hloubkou 886 m v té době mistrovským dílem hornictví. Této hloubky bylo dosaženo za pouhých 55 let. Těžila se měď, ale hlavně stříbro. Těžba ustala v roce 1774 a poté byla několikrát obnovena, ale bez větších úspěchů. V letech 1969–1970 společnost South African Union Corporation Limited chtěla znovu zahájit těžbu, ale kvůli občanské iniciativě neuspěla, přestože v hlubinách kopce Rerobichlu jsou stále ložiska stříbra a mědi.
Obcí vede od roku 1875 železnice Giselabahn ze Salcburku do Tyrol (Salzburg-Tiroler-Bahn) v roce 1881 byla východně od obce otevřena autobusová zastávka.
Škola byla otevřena 15. listopadu 1898.
Dne 14. května 1908 při požáru byly zničeny tři domy a kostel. Odezvou na požár byl vznik hasičského sboru v roce 1909.
V roce 1912 způsobily přívalové deště velkou povodeň, která zničila velkou část orné půdy.
Obec Oberndorf se osamostatnila k 1. červenci 1927, prvním starostou byl Mathias Hager, Adlerbauer.
V roce 1961 byl v obci uveden do provozu první lyžařský vlek a Karli Monitzer získal oficiální povolení provozovat lyžařskou školu.
V roce 1984 byl otevřen obchvat obce.
Dnes (2021) je Oberndorf stále spíše venkovskou vesnicí, ale v posledních letech masivně vzrůstá populace. V roce 2005 byla poprvé překročena hranice 2 000 obyvatel. Dále se zde usazuje stále více průmyslových společností. Do roku 2019 se počet obyvatel zvýšil na 2245.

## Poloha
Obec leží mezi Kitzbühelem a St. Johann in Tirol v oblasti Kitzbühelských Alp pod horou Kitzbüheler Horn (1996 m n. m.) v údolí Leukental na řece Kitzbüheler Ache. Je rozdělena silnicí B161 Pass-Thurn-Straße. Průměrná nadmořská výška je 687 m n. m. Nejnižší bod obce leží v nadmořské výšce 680 m n. m. na řece Kitzbühler Ache, nejvyšší bod obce je Kitzbüheler Horn.
Rozloha obce je 17,687 km², z toho 37,6 % tvoří zemědělská půds, 40,7 % lesy a 9,3 % vysokohorské pastviny. Z celkové plochy je 52,6 % osídleno.
Obec sousedí:
| Going am Wilden Kaiser |           | St. Johann in Tirol |
| Reith bei Kitzbühel    |           |                     |
|                        | Kitzbühel |                     |

## Znak
Obci byl udělen znak 27. dubna 1975. Štít je šikmo rozdělen na černé pole a část tmavě červeného pole. V černé barvě je umístěna zlatá švancara – oficiální symbol báňské správy. Černá barva symbolizuje hlubokou šachtu v červené barvě.
Znak odkazuje na dobu těžby mědi a také na nejhlubší šachtu na světě do roku 1870.

## Zajímavosti
- V osadě Müllnerhof je největší dřevěná kašna na světě, která je vyrobena z tři sta šedesát let staré jedle.[4]
- Od roku 1982 žije v obci fotbalista Franz Beckenbauer.